# Luís Carlos Winck
Luís Carlos Coelho Winck (né le 5 janvier 1963 à Portão dans le Rio Grande do Sul) est un joueur de football international brésilien, qui évoluait au poste de défenseur, avant d'ensuite devenir entraîneur.

## Biographie

### Carrière de joueur

#### Carrière en sélection
Avec l'équipe du Brésil, il dispute 17 matchs (pour un but inscrit) entre 1988 et 1993. Il figure notamment dans le groupe des sélectionnés lors de la Copa América de 1993.
Il participe également aux JO de 1984 et de 1988, prenant part à un total de 7 matchs.

## Palmarès

### Palmarès en club
| Internacional - Championnat du Rio Grande do Sul (4) : - Champion : 1981, 1982, 1984 et 1991. |  | Vasco da Gama - Championnat du Brésil (1) : - Champion : 1989. |  | Grêmio - Championnat du Rio Grande do Sul (1) : - Champion : 1993. |

| Brésil olympique - Jeux olympiques : - Argent : 1984 et 1988. |  | - Bola de Prata (2) : 1985 et 1987. |